# Angers Télé
Angers Télé, anciennement ViàAngers (2019-2023), est une chaîne de télévision locale française émettant dans le département de Maine-et-Loire, dans la zone d'Angers.

## Identité visuelle
Le premier logo représente la forme de l'agglomération Angers Loire Métropole, reprenant les couleurs de son logo.
En 2016, la chaîne modifie les couleurs de son logotype en reprenant celles du club de football angevin, Angers SCO.
En 2019, la chaîne devenant ViàAngers change de logo. Ce dernier reprend la charte graphique du réseau Vià.
En 2023, ViàAngers redevient Angers Télé après la disparition du réseau Vià en 2021.

Logo d'Angers Télé de février 2013 à août 2016
Logo d'Angers Télé d'août 2016 au 9 avril 2019
Logo de ViàAngers du  9 avril 2019 à février 2023
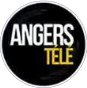
Logo d'Angers Télé de février à octobre 2023
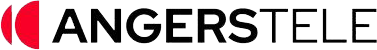
Logo d'Angers Télé depuis octobre 2023

## Programmes
Angers Télé produit un journal d'actualités locales ainsi qu'un bulletin météo chaque jour du lundi au vendredi, en première diffusion à 18h45, suivi d'un ou plusieurs magazines thématiques à 19h. 
Le lundi est consacré au sport avec les émissions SCO Time à 19h puis Lundi Sports à 19h15, le mardi à l'économie avec L'Éco de l'Anjou, le mercredi aux coulisses du SCO avec Angers SCO Le Mag, le jeudi au football avec Totalement Foot et le vendredi à la découverte du patrimoine avec Accès Réservé. 
Des émissions spéciales sont proposées lors d'événements locaux majeurs (Accroche-Cœurs, Cross du Courrier de l'Ouest, Premiers Plans, Tout Angers Bouge, Festival d'Anjou...) ou d'échéances électorales (municipales, régionales, départementales...). 
Tous les matchs d'Angers SCO à domicile sont proposés en rediffusion 48h après la rencontre, certains matchs en extérieurs ou d'autres équipes locales (Angers Noyant Handball Club, l'UFAB 49...) sont rediffusés ponctuellement. 
La chaîne diffuse 24/24h et 7/7j avec un système de multidiffusion, comme la majorité des chaînes locales en France.

## Capital et budget
La société anonyme d'économie mixte locale « Angers Loire Télévisions SAEML » est propriétaire de la chaîne au moment de son lancement. Son capital est de 400 000 euros. 
Le budget annuel de la chaîne est de 840 000 €, provenant pour 400.000 de la ville d'Angers, 300.000 de l'agglomération et 40.000 du Conseil général. Près de 100 000 € proviennent de la publicité et des partenaires locaux.
Contrôlée depuis 2015 par la holding propriétaire du club de football Angers SCO, Angers Télé passe en 2023 entre les mains de Media7, la filiale média du groupe Main Avenue qui compte 88 salariés dans le Grand Ouest (Nantes, Rennes, Lorient, Orléans et Angers).

## Diffusion
Angers Télé émet sur le canal 30 de la TNT locale sur la zone d'Angers, sur le canal 344 de la TV d'Orange, canal 523 de la box SFR, le canal 372 sur les box Bouygues et canal 938 de la Freebox.
Outre sur la TNT locale, le flux linéaire de Angers Télé peut être regardée depuis le site internet de la chaîne. 

## Audience
Selon une enquête de Médiamétrie de 2014, la chaîne réunissait en moyenne 51 000 spectateurs par semaine, et 76,9% d'habitants de l'agglomération d'Angers la connaissaient. En 2014, le site internet enregistre en moyenne 40 000 connexions par mois, et jusqu'à 200 000 lors des élections municipales.

## Annexe